# Sergentomyia rudnicki
Sergentomyia rudnicki är en tvåvingeart som beskrevs av Lewis 1978. Sergentomyia rudnicki ingår i släktet Sergentomyia och familjen fjärilsmyggor. Inga underarter finns listade i Catalogue of Life.